# Biblioteca das Moças
Biblioteca das Moças foi uma coleção de romances publicada pela Companhia Editora Nacional, no Brasil, entre 1920 e 1960, especializada em literatura para jovens mulheres. A coleção era composta por cerca de 180 volumes, compreendendo romances de vários autores, a grande maioria assinada por M. Delly. Publicados entre 1920 e 1960 pela Companhia Editora Nacional, de São Paulo, com a reedição de alguns exemplares nos anos 80. Os romances geralmente eram ambientados na França e possuíam enredos com estrutura bem definida: o herói nobre e rico e a heroína plebéia e pobre, perfazendo uma trama complexa que finalizava com o casamento feliz, tal qual nos contos de fada. O casamento era apresentado como a redenção da mulher, e todos os romances terminavam com o encontro do herói com a "mocinha".

## Histórico

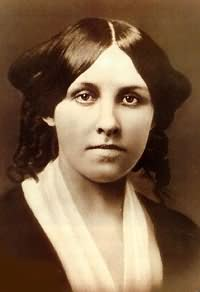
Louisa May Alcott, autora do livro “Boas Esposas” (Good Wives), de 1869, primeiro volume da Biblioteca das Moças.

A Coleção Biblioteca das Moças foi organizada entre 1920 e 1960, com uma tentativa de retorno em 1980. Seu início se deu em um período em que os livros estrangeiros, em especial os franceses e portugueses, começaram a ser importados para o Brasil. Havia uma tentativa de expansão do mercado editorial brasileiro, caracterizado pela busca de novos leitores, em especial as mulheres. Por volta de 1920, as jovens começaram a freqüentar as livrarias, escolhendo e comprando os próprios livros, e a Biblioteca das Moças foi organizada em função dessa alternativa, destinada ao público feminino da época. Os romances de amor, em especial os franceses, eram os mais consumidos pelas mulheres jovens da elite brasileira, e através deles houve a “importação de um modelo aristocrático notadamente francês para a educação feminina, como ler romances, por exemplo, dispositivos que vão ajudando a constituir culturalmente uma imagem da mulher burguesa”.
Os romances que foram trazidos pela Biblioteca das Moças começaram a ser editados na França a partir de 1920. Em especial as obras de M. Delly, que foram publicados também em Portugal, na época, em uma coleção denominada de Biblioteca das Famílias, foram importadas de Portugal em 1924. Eram edições baratas, vendidas em livrarias e em bancas de jornal, e tiveram grande aceitação entre as jovens, ficando conhecidas como uma “literatura cor-de-rosa”.
Em 1930, a Companhia Editora Nacional chegou a publicar mais de 900 mil exemplares, em 1940 esse número chegou a 1.4 milhão, e em 1950 o número total de publicações duplicou em relação à década anterior, alcançando mais de 2,9 milhões de exemplares publicados. Na década de 1960 houve uma queda vertiginosa de publicação, com pouco mais de 130 mil exemplares. Quando ocorreu o retorno da publicação, em 1980, houve a média de 165 mil exemplares, 30 mil a mais em relação à década de 1960, mas a maioria dos livros era de M.Delly – 66% do número total publicado deste período. Analisando os títulos publicados se conclui que a editora praticamente só reeditou os títulos de M.Delly; logo após este período, não há mais registros de publicação dos seus títulos pela CEN.

## Autores

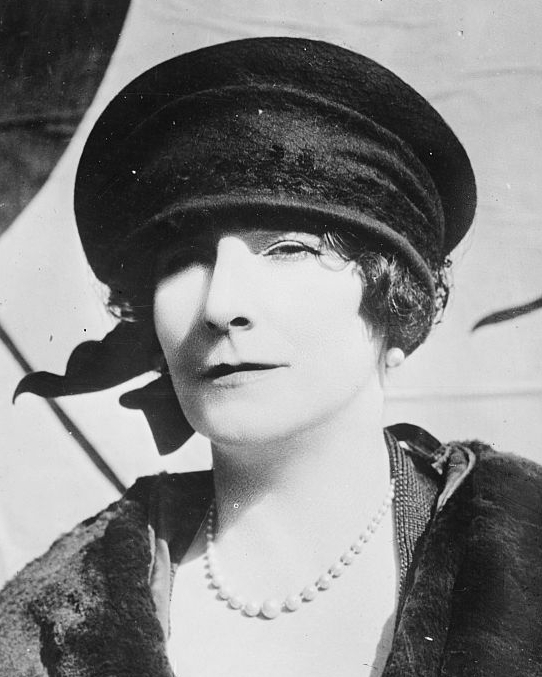
Elinor Glyn, uma das autoras divulgadas no Brasil através da Biblioteca das Moças, autora de 15 dos livros da coleção.

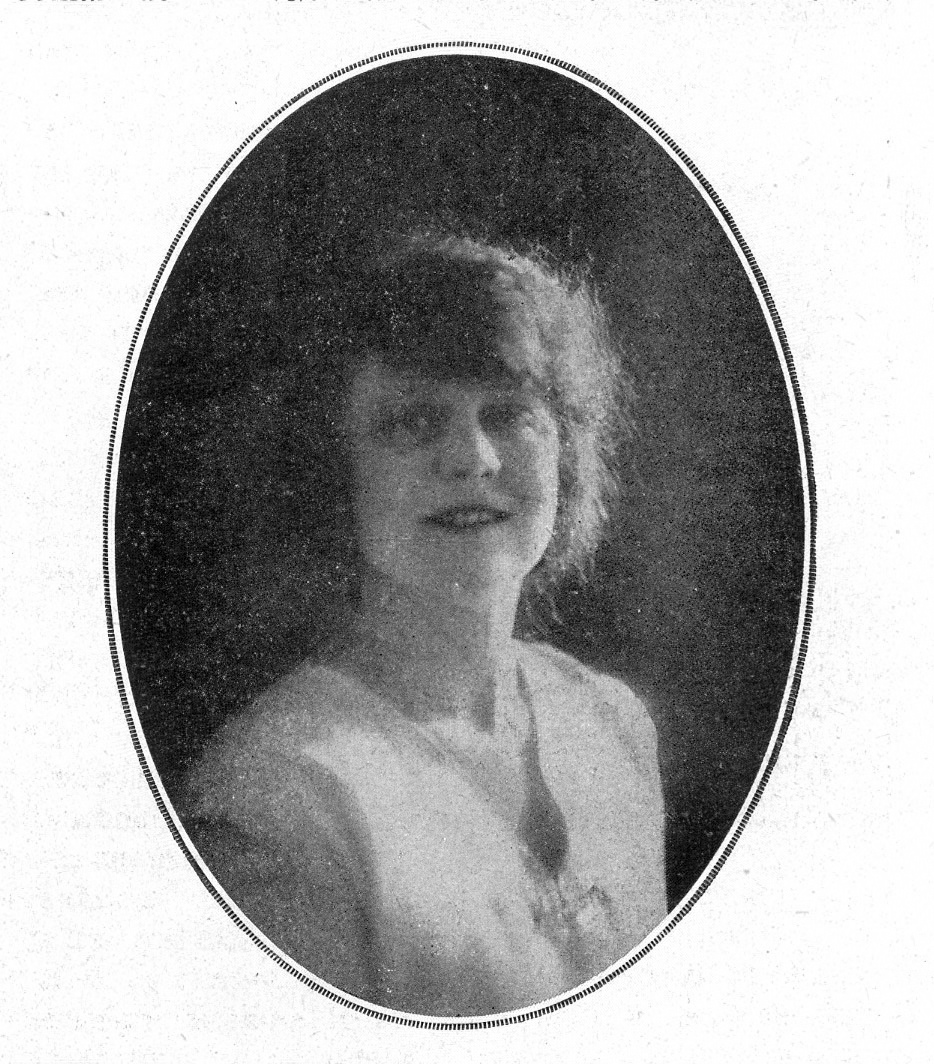
Germaine Acremant (1924), autora de "Solteironas de Chapéu verde"

Os autores mais conhecidos dessa coleção eram um casal de irmãos franceses que utilizavam o pseudônimo M. Delly e que detinham o maior número de títulos - cerca de 35 em um total de 175 - e o maior número de edições.
Outra autora de sucesso da coleção foi Elinor Glyn, pseudônimo de Elinor Sutherland, uma das precursoras da ficção erótica para mulheres. Foi ela quem cunhou o uso de "It" como um eufemismo para sexualidade ou para atração sexual, através de seu livro "O It", de 1927.
Concordia Merrel aparece com 13 livros e Florence L. Barclay com 6 livros na coleção, e é autora, entre outros de "O Rosário" (The Rosary), de 1909. Além delas, a coleção conta com autoras como Louisa May Alcott, autora de Mulherzinhas (“Little Women”), de 1868, e de "Boas Esposas" (“Good Wives”), de 1869, o primeiro volume da coleção; Eleanor H. Porter - com as conhecidas obras Pollyanna e Pollyanna Moça - ; Eugenie Marlitt e Wilhelmine Heimburg, entre outras.
As traduções contam com autores como Jorge Amado, Godofredo Rangel, Ligia Estrada e Tito Marcondes, entre outros.

## Títulos principais

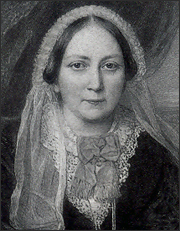
Ellen Wood, autora de “O Pecado de Lady Isabel”.

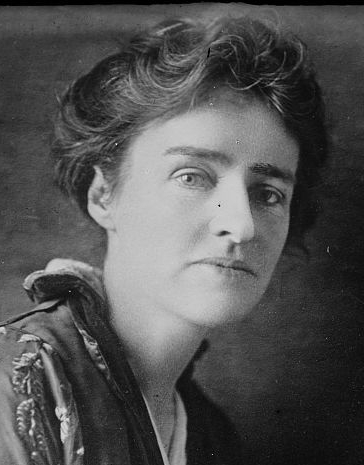
Jean Webster, autora de “O Querido inimigo”, que foi traduzido por Monteiro Lobato para a Companhia Editora Nacional.

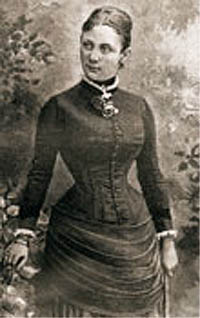
Wilhelmine Heimburg, autora de “Vendida!”, traduzido por Godofredo Rangel.

Fonte:Catálogo da Companhia Editora Nacional

### Primeiros títulos
Os livros da Biblioteca das Moças começaram a ser lançados por volta dos anos 20, e “O Rosário”, de Florence L. Barclay, escrito em 1909, foi a primeira publicação, em 1926. Alguns livros foram lançados apenas em uma ou duas edições, enquanto outros alcançaram sucesso e figuraram diversas vezes na coleção, alguns com mais de 10 edições. Entre os títulos que não permaneceram por muito tempo na coleção, estão:
- Doida Aventura, Guy Chantepleure, apenas uma edição, em 1927.
- A Volta (“Au Retour”), Henri Ardel. Duas edições: 1927, 1931. Tradução de Mário de Lurdel.
- Acompanhando a Estrela, Florence L. Barclay, apenas uma edição, em 1928.
- Voltou, mas Esqueceu, Florence L. Barclay, apenas uma edição, em 1928.
- Contas do Terço, Mário Sette, apenas uma edição, em 1928.
- Jardim Fechado, Florence L. Barclay, tradução de Martha de Sá, apenas uma edição, em 1928.
- Perdida ("Perdue"), Henry Gréville, única edição em 1928.
- Segunda Mãe ("La Seconde Mère"), Henry Gréville, uma só edição em 1928.
- O Castelo Encantado, Guy Chantepleure, duas edições: 1928, 1929. Tradução de Godofredo Rangel.
- A Comédia Nupcial, Guy Chantepleure, apenas uma edição, em 1929.
- Sônia ("Sonia"), Henry Gréville, tradução de Jorge Jobim, apenas uma edição, em 1929.
- Alvorada de Amor, Flora Klickmann. Tradução de Godofredo Rangel. Apenas uma edição, em 1929.
- A Princesinha, Henri Bordeaux, uma única edição em 1929.
- Casamento de Chiffon, Gyp,[4] apenas uma edição, em 1930, tradução de Mário Sette.
- Dosia ("Dosia"), Henry Gréville, apenas uma edição, em 1930.
- O Segredo da Solteirona, E. Marlitt, teve 3 edições, a última em 1930.
- Lazarina, Paul Bourget. Teve 4 edições, a última em 1931.
- Quando Éramos Dois, Huguette Garnier, única edição em 1932, com tradução de Ribeiro Couto.[5]
- Nobreza Americana ("Noblesse Américaine"), Pierre de Coulevain, uma única edição, em 1934. Tradução de Moacyr Deabreu.[6]
- Patty (“Just Patty”), Jean Webster, tradução de Monteiro Lobato.[7] Só uma edição, em 1934.
- O Bosque Encantado, Jeanne Perdriel-Vaissière, apenas uma edição, em 1934. Tradução de Gustavo Barroso.
- A Caminho da Felicidade, Abel Risse, apenas uma edição, em 1934. Tradução de Benjamin Lima.
- O Homem sem coração, Ruby M. Ayres, apenas uma edição, em 1935. Tradução de Albertino Pinheiro.[6]
- Ignez, Gabriel d'Aubarède, apenas uma edição, em 1935. Tradução de René de Castro.[8]

### Coleção numerada[9]
1. Boas Esposas (“Good Wives”), de Louisa May Alcott, escrito em 1869, tradução de Genolino Amado. A 1ª edição pela Companhia Editora Nacional foi em 1935, e a última em 1983, tendo no total 5 edições. Traduzido, eventualmente, como “As Mulherzinhas Crescem”.
2. Louco Amor (Charlotte Mary Brame), tradução de Luiz Amaral. A 1ª edição em 1935, a última em 1957, 3 edições, a 3ª edição em 2 volumes.
3. Francesca (“Francesca”), de Cecil Adair, tradução de Godofredo Rangel. A 1ª edição pela Companhia Editora Nacional foi em 1935, e a última em 1947, tendo no total 3 edições.
4. Nina Rosa (“Ninon Rose”), de Guy Wirta, escrito em 1923, tradução de Pepita de Leão. A 1ª edição é de 1928, a última de 1984, 9 edições.
5. O Amor Nunca Morre (“Lilac Time”), de Guy Flower,[10] tradução de Azevedo Amaral. A 1ª edição é de 1935 e a última de 1984, perfazendo 6 edições. O livro foi transformado em filme em 1928, e ficou conhecido, também, como “Love Never Die”.[11][12][13]
6. Um nobre amor (Florence L. Barclay), tradução de Luiz Amaral. A 1ª edição é de 1935, a 2ª 1948. Só teve duas edições.
7. Por Quê? (“The Reason Wy”), de Elinor Glyn, escrito em 1911. A 1ª edição é de 1935, a última de 1960, 9 edições.
8. O Grande Momento (“The Great Moment”), de Elinor Glyn, escrito em 1925. A 1ª edição é de 1935, a última de 1955, num total de 5 edições.
9. O Casamento de Ana (Concordia Merrel), tradução de Azevedo Amaral. A 1ª edição é de 1935, a última de 1984, num total de 6 edições.
10. Vendida! (W. Heimburg), tradução de Godofredo Rangel. Teve 4 edições, a 1ª em 1935, a última em 1956.
11. Casamento de Experiência (Concordia Merrel), tradução de Oliveira Ribeiro Neto. A 1ª edição é de 1935, a última de 1960, em 5 edições.
12. A Noiva (Fiancée D Avril), de Guy Chantepleure. A 1ª edição é de 1929, a última de 1956, foram 8 edições. Tradução de Theobaldo Sirginde.
13. Beijo ao Luar (Guy Chantepleure). A 1ª edição é de 1930, a última de 1955, em 7 edições.
14. Paixão e Sangue (Marie Adelaide Belloc Lowndes), tradução de Azevedo Amaral. A 1ª edição é de 1936, a última de 1955, 3 edições.
15. Filha e Rival (Henri Ardel). A 1ª edição foi em 1936, a última em 1955, com 3 edições.
16. Primeiro amor (Marion Forrester), tradução de Oliveira Ribeiro Neto. Apenas uma edição, em 1936.
17. Seis Dias de Amor (“Six Days”), de Elinor Glyn, escrito em 1924. A 1ª edição é de 1934, e a última de 1955, 6 edições.
18. O Rapto de Jadette (“L’Enlèvement de Jadette”), de Dyvonne, tradução de Sarah Pinto de Almeida. A 1ª edição em 1936, a última em 1956, 3 edições.
19. Uma Moça de Hoje (T. Trilby). A 1ª edição em 1932, a última em 1955, teve 6 edições.
20. A Aliança Partida (Charlotte Mary Brame). A 1ª edição é de 1933, a última de 1948, num total de 6 edições.
21. A Sogra ("Mother-in-law"), de Emma Southworth, tradução de Oliveira Ribeiro Neto. A 1ª edição é de 1936, a última de 1984, 5 edições.
22. Elfrida (“Elfrida Norstein”, 2ª parte de “Le Secret de la Sarrasine”), de M. Delly. A 1ª edição é de 1930, a última de 1957, em 9 edições. Na 9ª edição, foi dividido em 2 volumes.
23. O Perfume do Passado (Acton Davies), tradução de Flávio de Campos. A 1ª edição em 1936, a 2ª em 1941. Só teve 2 edições.
24. O Noivo Desconhecido (Eveline Le Maire), tradução de L. C. Berrini. A 1ª edição é de 1932, a última de 1955, 6 edições.
25. Redimida (Letty Lyton) de Marie Adelaide Belloc Lowndes. A 1ª edição é de 1936, a última de 1948, 3 edições. Letty Lynton serviu de base para o filme estadunidense homônimo de 1932, estrelado por Joan Crawford e Robert Montgomery, sob direção de Clarence Brown.[14][15] O romance foi traduzido, para o cinema, como “Enfeitiçados”.
26. Escrava... ou Rainha? (.[16] “Esclave... ou Reine”), de M. Delly. Foi o livro da Biblioteca das Moças que mais foi editado, num total de 20 edições, sendo a última em 1985.
27. Abandonada (Henri Ardel). A 1ª edição foi em 1933, e a última em 1956, tendo 6 edições.
28. O Rosário ("The Rosary"), de Florence L. Barclay, escrito em 1909. A 1ª edição é de 1926, e foi o primeiro livro da Biblioteca das Moças. A última edição é de 1984, num total de 15 edições. A 14ª edição foi avulsa.[17] Publicado em 1909, fez grande sucesso, tendo sido traduzido para oito línguas e filmado em cinco diferentes países. Em Nova York, o livro chegou a ser o 1º na lista de Best-sellers dos Estados Unidos, em 1910, e sua popularidade durou mais de 25 anos. Saiu em capítulos no Sunday Circle magazine, e em 1926, o produtor francês Alexandre Bisson adaptou-o para uma peça em três atos, em Paris.
29. Seu Único Amor (“His Hour”), de Elinor Glyn. A 1ª edição foi em 1932, e a última em 1960, 8 edições.
30. O Diário de Evangeline (“The Vicissitudes of Evangeline”), de Elinor Glyn, escrito em 1905, a 1ª edição da Companhia Editora Nacional foi em 1937, e a última em 1956, num total de 4 edições. Tradução de Tati A. de Mello.
31. Jardim do Desejo (May Christie), tradução Tati A. de Mello. A 1ª edição foi em 1937, a última em 1955, em 5 edições.
32. A Caravana Verde (“The Green Caravan”), de Oliver Sandys. A 1ª edição, em 1933, foi revista por Manuel Bandeira, e a última foi em 1984, com 7 edições.
33. Sorte em Amor ("Lucky in love"), de Berta Ruck. Tradução de Ruth Melo. A 1ª edição é de 1937, a última em 1955, 4 edições.
34. O Outro Milagre (Henri Ardel), tradução de Godofredo Rangel. A 1ª edição é de 1937, a última de 1946, 3 edições.
35. Arremessada ao Mundo (Charlotte Mary Brame). A 1ª edição foi em 1932, a última em 1957, com 7 edições.
36. Felicidade Inesperada (“Julia Takes Her Chance”), escrito em 1921), por Concordia Merrel, tradução de Jerônimo Monteiro. A 1ª edição foi em 1937, a última em 1947, com 4 edições, sendo a 4ª edição em 2 volumes.
37. Fogo de Amor (Elinor Glyn). A 1ª edição foi em 1937, a última em 1960, com 6 edições.
38. Sonho de Virgem (Henri Ardel). Teve 10 edições, a última em 1986. Tradução de Mario de Lurdel.
39. O Sétimo Céu ("Seventh Heaven") (John Golden). A 1ª edição foi em 1932, e a última em 1942, em 3 edições. Apesar de, na época, "O Sétimo Céu" ter sido publicado sob o nome de John Golden, na verdade Golden foi o diretor e produtor de "Seventh Heaven", peça que havia sido escrita em 1922, por Austin Strong.[18]
40. O Rei de Kidji (“Le Roi de Kidji”, 1ª parte de “Le Secret de la Sarrasine”), de M. Delly. A 1ª edição 1930, a última em 1958, teve 8 edições.
41. O Homem Sem Piedade (“The man without mercy”), de Concordia Merrel, tradução de Mário Sette. A 1ª edição foi em 1932, a última em 1960, com 6 edições.
42. O Fim de uma Walkiria (“La Fin d'Une Walkyrie”), de M. Delly, tradução de R. C. Carviglione. Teve 12 edições, a última em 1985.
43. Sonho de Amor (T. Trilby). A 1ª edição é de 1932, a última de 1956, 5 edições.
44. Casada por Dinheiro (“Married For Money”), de Concordia Merrel, tradução de Mário Sette. A 1ª edição foi em 1935, a última em 1957, num total de 5 edições.
45. A Passageira (Guy Chantepleure). Teve 9 edições, a última em 1956. A partir da 9ª edição, em 2 volumes.
46. A Castelã de Shenstone (“The Mistress of Shenstone”), de Florence L. Barclay, escrito em 1910. A 1ª edição foi em 1927, a última em 1984, com 9 edições.
47. Sozinha (Henri Ardel). Teve 9 edições, a última em 1955.
48. Entre Duas Almas ([19]), de M. Delly, tradução de Sarah Pinto de Almeida. Foi o segundo livro da Biblioteca das Moças mais editado, com 18 edições, a última em 1987.
49. Casamento por Vingança (Concordia Merrel). A 1ª edição foi em 1932, a última em 1959, em 5 edições.
50. Desconhecido
51. A querida do meu coração, Wilhelmine Heimburg, tradução de Dieno Castanho, 1ª edição 1933, última 1941, 3 edições.
52. Magali (“Magali”), de M. Delly, tradução de Epaminondas de Albuquerque. A 1ª edição foi em 1929, a última em 1985. Teve 12 edições.
53. O Pecado de Lady Isabel (East Lynne) (Mrs. Henry Wood), tradução de Lígia Junqueira. A 1ª edição é de 1938, a última de 1956, 4 edições. A partir da 4ª edição, em 2 volumes. Teve 11 versões filmadas, duas para a televisão[20][21] e nove para o cinema.[22][23][24][25][26][27][28][29][30]
54. Diário de uma Aristocrata ("Reflections of Ambrosine"), de Elinor Glyn. A 1ª edição foi em 1938, a última em 1955, com 5 edições.
55. Apuros de uma Rica Herdeira (Berta Ruck). A 1ª edição foi em 1938, a última em 1986, com 3 edições.
56. Cinzas do Passado ("Lavender and Old Lace"), de Myrtle Reed, tradução de Godofredo Rangel. A 1ª edição foi em 1938, a última em 1957, com 4 edições.
57. Amor Proibido ("The forbiden love"), de May Christie. Tradução de Paulo de Freitas. A 1ª edição foi em 1938, a última em 1949, com 4 edições.
58. A Esposa que não Foi Beijada ("The unkissed wife"), de Berta Ruck. Tradução de Godofredo Rangel.[31] A 1ª edição foi em 1932, a última em 1959, com 6 edições, sendo que a 5ª edição foi em 2 volumes.
59. Medo do Amor (Berta Ruck). A 1ª edição é de 1938, a última de 1955, 4 edições. Tradução de Tati A. de Mello.
60. Vencido! (“Le candelabre du temple”), de M. Delly, tradução de Sarah Pinto de Almeida. Teve 12 edições, a 1ª em 1932, a última em 1985.
61. Freirinha (“La pepite chanoinesse”), de M. Delly, tradução de Ernani R. de Lima. A 1ª edição foi em 1929, a última em 1985, com 15 edições.
62. A Maltrapilha (“Ragged Robin”), de Concordia Merrel. Tradução de Jairo Augusto Miranda. A 1ª edição em 1932, a última em 1986. Teve 8 edições, e a partir da 7ª, foi editado em 2 volumes.
63. A Ladra (Berta Ruck). A 1ª edição foi em 1933, a última em 1985, com 6 edições.
64. A Dor de Amar (Le Mal d'Aimer) (Henri Ardel). Teve 11 edições, a última foi feita em 1949.
65. Anne Shirley (“Anne of Green Gables”), de L. M. Montgomery. Tradução de Yolanda Vieira Martins. A 1ª edição em 1939, a última em 1956, com 3 edições, e após a 3ª edição foi dividido em 2 volumes.
66. A Eterna Eva (May Christie), tradução Tati A. de Mello. A 1ª edição em 1939, a última em 1955, com 4 edições.
67. Meu Vestido Cor do Céu (“Ma Robe Coleurs du Temps”), de M. Delly. A 1ª edição é de 1939, e a última de 1960. Tradução de Tito Marcondes. Teve 7 edições.
68. Amor de Outono (The Big Fellah) (Ruby Mildred Ayres), tradução de Lígia Junqueira. Duas edições: a 1ª edição em 1940, a 2ª em 1956.
69. Uma Noiva em Leilão (Concordia Merrel). A 1ª edição é de 1939, a última de 1985, 5 edições.
70. Alma em Flor (“La jeune fille emmurée”), de M. Delly, tradução de Paulo de Freitas. A 1ª edição em 1939, a última em 1958, com 4 edições.
71. Um Coração entre Flores (T. Trilby). Duas edições: 1939 e 1955.
72. Mamãe Sabe o que Faz ("Mother Knows Best"), Edna Ferber, apenas 1 edição em 1939.[32] Tradução de Lígia Junqueira.
73. Foi o destino (“La Lampe Ardente”), de M. Delly, tradução de A. Bernard. A 1ª edição em 1940, a última em 1985, com 8 edições.
74. Qual dos Três? (“Love and Diana”), de Concordia Merrel, tradução de Jorge Amado. Teve a 1ª edição em 1940, a última em 1955, 4 edições.
75. Pupila Sem Tutor (Charles Foley) - tradução de Godofredo Rangel. Duas edições: 1940, 1956.
76. O Primo Guy (“Mon Cousin Guy”), de Henri Ardel. Teve 9 edições, a última em 1956.
77. A Sétima Miss Brown (“The seventh Miss Brown”), de Concordia Merrel, tradução Tati A. de Mello. A 1ª edição é de 1940, a última de 1957, 3 edições.
78. O It ("It"), livro de 1927 de Elinor Glyn. Tradução de Godofredo Rangel. A 1ª edição em 1934, a última em 1960, com 6 edições. Através desse livro foi criado o eufemismo “it” como “atração sexual”. Foi produzido nesse mesmo ano um filme baseado no livro com Clara Bow e Antonio Moreno, It.[33]
79. O Homem e o Momento (“The Man and the Moment”), de Elinor Glyn, escrito em 1915, a 1ª edição foi em 1934, a última em 1957, com 6 edições.
80. Domina (Marie Barrère-Affre). Apenas 1 edição, em 1940.
81. O Tormento das Trevas (Charles Foley). Duas edições: 1940, 1945.
82. O Segredo do Noivado (Charles Foley). Apenas duas edições: 1940, 1956.
83. Sacrificada ("Lady Elwyns secret") (Charlotte Mary Brame), tradução de Lígia Junqueira. A 1ª edição é de 1940, a última de 1955, 3 edições.
84. Um Coração de Ouro (Charlotte Mary Brame). Duas edições: em 1940 e em 1946.
85. Luana (May Christie). A 1ª edição em 1940, a última em 1956, com 3 edições. A 3ª edição em 2 volumes.
86. No Silêncio da Noite (Des Plaintes dans la Nuit), de M. Delly, tradução de Tito Marcondes. A 1ª edição é de 1940, a última de 1987, 6 edições.
87. A Garota (“Chappy – That's all”), de Oliver Sandys, tradução de Paulo Freitas. A 1ª edição em 1935, a última em 1984, com 5 edições.
88. Adão e Algumas Evas (“Adam – and some Eves”), escrito por Concordia Merrel em 1931, tradução de Tati A. de Mello. A 1ª edição em 1933, a última em 1957, com 4 edições, a 4ª edição em 2 volumes.
89. Pollyanna (“Polyanna”), de Eleanor H. Porter, escrito em 1913. A 1ª edição é de 1934, a 6ª é de 1958. A partir da 7ª edição, avulso. Tradução de Monteiro Lobato.[7]
90. Mulher Sem Alma ("The Beautiful Woman"), de Sophie Kerr, tradução de Lígia Junqueira. Duas edições: 1941, 1945.
91. O Selvagem (Concordia Merrel), tradução de Valdemar Cavalcanti. A 1ª edição é de 1934, a última de 1986, 6 edições.
92. A Alegria de Viver ("Kitty sees life"), de May Christie. Tradução de Lívio Xavier. A 1ª edição em 1934, a última em 1959, com 4 edições.
93. Pollyanna Moça (“Pollyanna Grows Up”), de Eleanor H. Porter, escrito em 1915. A 1ª edição é de 1934, a 6ª é de 1958. A partir da 7ª edição, avulso.
94. A Pequena da Casa Sloper (Oliver Sandys), tradução de Paulo Freitas. A 1ª edição é de 1934, a última de 1984, 6 edições.
95. As Irmãs Brancas (“The White Ladies of Worcester”), de Florence L. Barclay, escrito em 1917. Tradução de Godofredo Rangel, a 1ª edição em 1928, a última em 1941, com 3 edições.
96. Cegueira de Amor (“Love's Blindness”), de (Elinor Glyn), escrito em 1926. A 1ª edição foi em 1933, a última em 1958, com 5 edições.
97. A Irmã Branca (“The White Sister”), de F. Marion Crawford, tradução de Euclides Andrade. A 1ª edição em 1934, a última em 1984, com 6 edições.
98. As Solteironas dos Chapéus Verdes (“Ces dames aux chapeaux verts”), que recebeu o Prêmio Nelly Lieutier, em 1921. Escrito por Germaine Acremant, traduzido por Mário Sette. A 1ª edição é de 1929, e a última é de 1984, 5 edições.
99. Ambição de Mulher (A Woman's Whimsies), de Elinor Glyn, tradução feita por Eliz Khiel. A 1ª edição não foi da Companhia Editora Nacional, só a 2ª, em 1956.
100. Cavadora de Ouro (Berta Ruck). Teve duas edições: 1942, 1956.
101. Casar é Bom ("Gai! Marions-nous!"), de Germaine Acremant, tradução de Godofredo Rangel. Teve 6 edições, a última em 1985.
102. Torneio de Valsas (Berta Ruck). A 1ª edição é de 1942, a última de 1955, 3 edições.
103. Estranha Lua de Mel (Berta Ruck). Duas edições: 1942, 1957, a 2ª edição em 2 volumes.
104. Adeus Coração, ("Goodbye my heart"), de Peggy Dern, apenas uma edição, em 1942. Tradução de J. Carvalho.
105. Sob o Luar (Elizabeth Hoy), tradução de Florita do Vale. Apenas uma edição, em 1942.
106. Dúvidas de um Coração ("Lorrie”), de Jane Abbott, tradução de Lígia Junqueira. Teve duas edições: 1942, 1955.
107. Estrela Inconstante ("Inconstant Star"), Adelaide Humphries, apenas uma edição, em 1943. Tradução de Maslowa Gomes Venturi.
108. Dinheiro do Céu (Berta Ruck). A 1ª edição em 1943, a última em 1955, 3 edições.
109. Mulher de Coragem ("Nurse"), de Louise Logan, tradução João Bussili. Duas edições: 1943, 1955.
110. Amor Entre as Nuvens, de Louise Logan, tradução de Gulnara Lobato de Morais. Duas edições, a primeira edição em 1943, outra em 1947.
111. A Outra Mulher ("The Other Woman"), de Isabel Moore, tradução de Jeanette Dante de Mello Vianna. A 1ª edição é de 1943, a última de 1959, 3 edições.
112. Tarde Demais ("Sioux City") (J. Hyatt Downing), tradução de Maslowa Gomes Venturi. Apenas uma edição, em 1944.
113. Asas do Destino, Marie Blizard, apenas uma edição, em 1944. Tradução de Silvia Mendes Cajado[34]
114. Primavera de Amor ("Seventeenth Summer"), de Maureen Daly, tradução de Maslowa Gomes Venturi. Apenas duas edições: 1945, 1958.
115. Susan Merton, Espiã (“Susan Merton – Spy”), de Louise Logan, tradução de Aluísio Arruda. Apenas uma edição, em 1944.
116. A Solteirona (Berta Ruck). A 1ª edição é de 1945, a última de 1955, 3 edições.
117. Glória Incerta (“Uncertain Glory”), de Adelaide Humphries, tradução de Wilson Velloso. Duas edições: 1944, 1956.
118. Susan Merton nas Caraíbas (Louise Logan), tradução de Jeanette Dente Mello Vianna. Apenas uma edição, em 1944.
119. Mulherzinhas ("Little Women"), de Louisa May Alcott, escrito em 1868. Tradução de Godofredo Rangel. As 4 primeiras edições, a 1ª de 1934, foram da Biblioteca das Moças. Teve 8 edições pela Companhia Editora Nacional, as outras 4 edições foram avulsas.[35][36] A partir da 4ª edição, foi dividido em 2 volumes. Foi transformado, eventualmente, em filmes e séries de TV.
120. Sempre no Meu Coração ("I'll Wait For You"), de Margaret Gorman Nichols, tradução de Lígia Junqueira, 1943. Apenas duas edições: 1945, 1959.
121. Dois Amores (Concordia Merrel), tradução da Sra. Leandro Dupré. Só uma edição, em 1945.
122. Herança Inesperada (Patricia Wentworth). Duas edições: 1945, 1956.
123. A Vendedora de Romance (“Romance for Sale”), de Janifer Ames, tradução de Silvia Mendes Cajado. Apenas duas edições, em 1946 e em 1955.
124. E o Amor Voltou ("You've Met Mrs. Parrish?"), de Marie Blizard, tradução de Maria Eliza Penido Haak. Só uma edição, em 1946.
125. Coração Ausente (Sarah-Elisabeth Rodger), tradução de Maslowa Gomes Venturi. Teve duas edições: 1946, 1956.
126. A Fadazinha (Guy Chantepleure), tradução de Nilsa de Carvalho. A 1ª edição foi em 1931, a última em 1956, 5 edições.
127. A Soberana (“La Souveraine”), de Guy Wirta, tradução de Leontina Licinio Cardoso. A 1ª edição é de 1934, a última em 1956, 3 edições.
128. Amor Subconsciente (Berta Ruck). A 1ª edição foi em 1934, a última em 1956, 3 edições.
129. Amor Impaciente (May Christie), tradução de Albertino Pinheiro. Duas edições: 1935, 1947.
130. A Vingança de Ralph (“La Vengeance de Ralph”), de M. Delly, tradução de Lilá Carvalho. A 1ª edição em 1948, a última em 1959, 3 edições.[37]/ A Casa dos Rouxinóis[38] (La Maison des Rossignols), de M. Delly, tradução de Léia Ribeiro de Alencar. A 1ª edição foi em 1948, a última em 1985, 5 edições.[37]
131. Desconhecido.[37]
132. Amor pelo Telefone (Florence L. Barclay), tradução de Dieno Castanho A 1ª edição em 1927, a última em 1958, 3 edições.
133. Enquanto é Tempo de Amar (Florence L. Barclay), tradução de Godofredo Rangel. A 1ª edição em 1929, a última em 1959, 4 edições.
134. Mulher Desejada ("None so Blind"), de Mitchell Wilson, tradução de Lígia Junqueira. A 1ª edição é de 1948, a última de 1955, 5 edições.
135. Paciência, Coração... (Carol Gaye), tradução de Beatriz de Vicenzi, publicado em uma única edição em 1949.
136. Amor Incompreendido (Florence Stuart), tradução de Maria Leonel de Carvalho. Teve duas edições: 1949, 1956.
137. Amor Fiel (Carol Gaye). Duas edições: 1949, 1959.
138. Noiva por Acaso (Léo Dartey). Apenas uma edição, em 1949.
139. Tecendo Sonhos ("A waever of Dreams")(Myrtle Reed) - tradução de Lígia Junqueira. Duas edições: 1950, 1959.
140. Serenata (Myrtle Reed), tradução de Silvia Mendes Cajado. Duas edições: 1950, 1957.
141. O Rosto nas Trevas (Myrtle Reed). Apenas duas edições: 1951, 1956.
142. Três Semanas de Amor ("Three Weeks"), de Elinor Glyn, escrito em 1907. Teve 3 edições,a última em 1955. A 1ª edição está incluída na Biblioteca da Mulher Moderna,[39] da Companhia Editora Nacional.
143. Tudo se Paga (Elinor Glyn). Teve 3 edições, a última em 1956. A 1ª edição estava incluída na “Biblioteca da Mulher Moderna”,[40] da Companhia Editora Nacional.
144. Perto Dele (“Près de lui”), de Dyvonne. Só teve duas edições: 1929, 1955.
145. Miséria Dourada (“Une Misère Dourée”, 1ª parte), de M. Delly. A 1ª edição é de 1955, e a última de 1985, teve 3 edições. A segunda parte foi editada num segundo volume da coleção, denominado, no Brasil, Marísia. A tradução é de Lígia Estrada.
146. Marísia (“Une Misère Dourée”, 2ª parte), de M. Delly. Tradução de Lígia Estrada. A 1ª edição é de 1955, a última de 1985, 3 edições.
147. A Cascata Rubra (“Les hiboux des roches rouges”, 1ª parte), de M. Delly, tradução de Ligia Estrada. Duas edições: 1955, 1957.
148. O Lírio da Montanha (“Les hiboux des roches rouges”, 2ª parte), de M. Delly. Duas edições: 1955, 1957.
149. Ondina (“L'Ondine de Capdeuilles”, 1ª parte), de M. Delly, tradução de Lígia Estrada. Tem sido traduzido, algumas vezes, como Ondina de Capdeuilles. A 1ª edição é de 1955, a última de 1985, 3 edições.
150. Um Sonho que Viveu (“L'Ondine de Capdeuilles”, 2ª parte), de M. Delly, tradução de Lígia Estrada. A 1ª edição foi em 1955, a última em 1985, 3 edições.
151. Elza (“Le Mystere de Ker Even”, 1ª parte), de M. Delly, tradução de Eugênia de Mello. A 1ª edição em 1955, a última em 1985, 3 edições.
152. Florita (“Le Mystere de Ker Even”, 2ª parte), de M. Delly, tradução de Eugênia de Mello. A 1ª edição em 1955, a última em 1985, 3 edições.
153. Castelo em Ruínas (“Le Mystere de Ker Even”, 3ª parte), de M. Delly, tradução de Eugênia de Mello. A 1ª edição em 1955, a última em 1985, 3 edições.
154. Corações Inimigos (“Coeurs Ennemis", 1ª parte: "Laquelle?”), de M. Delly, tradução de Lígia Estrada. A 1ª edição em 1955, a última em 1986, 3 edições.
155. Orietta (“Coeurs Ennemis”, 2ª parte: “Orietta”), de M. Delly, tradução de Lígia Estrada. A 1ª edição em 1955, a última em 1986, 3 edições.
156. Lady Shesbury (“Coeurs Ennemis", 3ª parte: “Lady Shesbury”), de M. Delly, tradução de Lígia Estrada. A 1ª edição foi em 1955, a última em 1985, 3 edições.
157. O Sentimento do Amor (“Le Fruit Mûr”), de M. Delly, tradução de Wanda de Aguiar. A 1ª edição é de 1956, a última de 1987, 3 edições.
158. Mitsi (“Mitsi”), de M. Delly. A 1ª edição é de 1956, a última de 1987. Tradução de Zara Pongetti. Teve 4 edições.
159. O Passado (“Les Ombres”), de M. Delly. Teve 4 edições, a última em 1987.
160. A Ausência (Henri Ardel). Apenas uma edição, em 1956.
161. A Sarracena (“La Sarrasine”), de Germaine Acremant, tradução de Elias Davidovitch. Apenas uma edição, em 1956.
162. Os Dois Amores (Henri Ardel). Duas edições, a última em 1957.
163. Renúncia ao Amor (Gerard D’Houville), tradução de Olga Biar Laino. Apenas uma edição, em 1957.
164. A Segunda Mulher (“Die Zweite Frau”), de E. Marlitt, escrito em 1867, tradução de C. Carviglione. Apenas uma edição, em 1957; editado em 2 volumes.
165. Ressuscitada pelo Amor (Elinor Glyn). Apenas duas edições, a 2ª em 1957. Foi editado em 2 volumes
166. O Querido Inimigo (“Dear Enemy”), de Jean Webster, tradução de Monteiro Lobato.[7] Duas edições: 1934, 1957.
167. O Marido da Borralheira (Dyvonne), tradução de Mário Sette. Apenas duas edições: 1930, 1957.
168. Tormenta de Amor (Germaine Acremant), tradução de Olga Biar Laino. Apenas uma edição, em 1957.
169. Longe dos Olhos... (Henri Ardel). Duas edições, a última em 1957.
170. Noiva Oficial (Berta Ruck). Apenas 2 edições, a 2ª de 1958.
171. Fuga para o Amor (Berta Ruck). Apenas uma edição, em 1958.
172. A Luz Brilhará Outra Vez (Heloísa Hasperoy). Apenas uma edição, em 1959.
173. Romance na Ribalta (Berta Ruck). Apenas uma edição, em 1960.
174. O Grande Dilema (Berta Ruck). Apenas uma edição, em 1960.
175. Amar Sem Conhecer ("The Admirer Unknown"), de Berta Ruck, tradução de Lia Monteiro. Apenas uma edição, em 1960.
176. Rebecca de Sunnybrook ("Rebecca of Sunnybrook Farm"), de Kate Douglas Wiggin, tradução de Agripino Grieco. Duas edições, em 1934 e em 1984. Na 1ª edição foi chamado “Sonho de Moça”, e a partir da 2ª edição, passou a se chamar “Rebecca de Sunnybrook”.[41]

## Tradutores
Lista parcial de tradutores e seu status de direitos autorais:
| Nome                            | Morte      | Domínio público? |
| ------------------------------- | ---------- | ---------------- |
| Azevedo Amaral                  | 1942       | Sim              |
| Pepita de Leão                  | 1945       | Sim              |
| Flavio de Campos                | 1948       | Sim              |
| Monteiro Lobato                 | 1948       | Sim              |
| Mário Sette                     | 1950       | Sim              |
| Godofredo Rangel                | 1951       | Sim              |
| Silvia Mendes Cajado            | 1953       | Sim              |
| Leontina Licinio Cardoso        | 1961       | Não              |
| Dieno Castanho                  | 1972       | Não              |
| Agripino Grieco                 | 1973       | Não              |
| Maria José Dupré                | 1984       | Não              |
| Gulnara Lobato de Morais        | 1986       | Não              |
| Lívio Xavier                    | 1988       | Não              |
| Genolino Amado                  | 1989       | Não              |
| Oliveira Ribeiro Neto           | 1989       | Não              |
| Tati de Moraes                  | 1995       | Não              |
| Elias Davidovitch               | 1998       | Não              |
| Jorge Amado                     | 2001       | Não              |
| Maslowa Gomes Venturi           | 1993       | Não              |
| Lígia Junqueira                 | 02/10/1983 | Não              |
| Paulo de Freitas                | ?          |                  |
| Sarah Pinto de Almeida          | ?          |                  |
| Ernani R. de Lima               | ?          |                  |
| Yolanda Vieira Martins          | ?          |                  |
| Tito Marcondes                  | ?          |                  |
| Paulo de Freitas                | ?          |                  |
| A. Bernard                      | ?          |                  |
| Valdemar Cavalcanti             | ?          |                  |
| Euclides Andrade                | ?          |                  |
| Eliz Khiel                      | ?          |                  |
| Florita do Vale                 | ?          |                  |
| João Bussili                    | ?          |                  |
| Jeanette Dante de Mello Vianna. | ?          |                  |
| Aluísio Arruda                  | ?          |                  |
| Wilson Velloso                  | ?          |                  |
| Maria Eliza Penido Haak         | ?          |                  |
| Nilsa de Carvalho               | ?          |                  |
| Lilá Carvalho                   | ?          |                  |
| Léia Ribeiro de Alencar         | ?          |                  |
| Beatriz de Vicenzi              | ?          |                  |
| Maria Leonel de Carvalho        | ?          |                  |
| Lígia Estrada                   | ?          |                  |
| Eugênia de Mello                | ?          |                  |
| Wanda de Aguiar                 | ?          |                  |
| Zara Pongetti                   | ?          |                  |
| Olga Biar Laino                 | ?          |                  |
| R. C. Carviglione               | ?          |                  |
| Lia Monteiro                    | ?          |                  |
| Luiz Amaral                     | ?          | ?                |
| Theobaldo Sirginde              | ?          | ?                |
| Sarah Pinto de Almeida          | ?          | ?                |
| L. C. Berrini                   | ?          | ?                |
| Ruth Melo                       | ?          | ?                |
| Mario de Lurdel                 | ?          | ?                |